# Monique van der Vorst
Monique van der Vorst (Gouda, 20 de noviembre de 1984) es una deportista neerlandesa que compitió en ciclismo. consiguió dos medallas de plata en los Juegos Paralímpicos de Pekín 2008 en la modalidad de "bicicleta de mano" en la primera vez que dicha disciplina se disputaba en categoría femenina; 3 veces campeona mundial de "bicicleta de mano"; y campeona Mundial  de Ironman para discapacitados en el 2009. Obteniendo el premio a la mejor deportista con discapacidad del año 2009.
Tras una sorprendente recuperación a lo largo de los años 2010-2011 debutó como profesional en el equipo femenino del Rabobank en el 2012.

## Biografía
A los 13 años perdió la movilidad en la pierna izquierda, después de someterse a una operación en el tobillo debido a las continuas lesiones por jugar a hockey, y progresivamente fue perdiendo movilidad en el resto del tronco. Encontró una salida en los triciclos especiales adaptados que se impulsan con las manos y poco a poco fue progresando consiguiendo victorias. Sin embargo, esa progresión se vio parada tras sufrir un gravísimo accidente de tráfico contra un coche en Tampa aunque tan solo 4 meses después se presentó en los Juegos Paralímpicos de Pekín 2008 con un collarín ganando dos medallas de plata.
En el 2010, en su preparación hacia los Juegos Paralímpicos de Londres 2012, sufrió un accidente en Mallorca al impactar contra una bicicleta convencional que sorprendentemente la hicieron recuperar su movilidad lo que hizo que empezase a ser rechazada en pruebas para discapacitados. Aunque intentó dedicarse a la maratón pronto volvió a la bicicleta, esta vez convencional, y tras comprobar en largos entrenamientos que estaba totalmente recuperada fue fichada por el mejor equipo del mundo femenino, Rabobank (anteriormente llamado Nederland Bloeit), para el 2012, donde compartió equipo con la mejor ciclista del mundo, Marianne Vos. Después de ese año se retiró definitivamente sin haber disputado ninguna carrera.

### Rescisión de contrato por parte del Rabobank y polémica retirada
Su retirada profesional vino generada de cierta polémica por el ocultismo de la decisión. Si bien a efectos UCI siguió manteniendo su ficha con el Rabobank realmente dicho equipo la rescindió el contrato el 1 de julio por motivos médicos sin querer dar más detalles. Debido a lo mediático de su caso el diario neerlandés De Pers descubrió que durante su época paralímpica hubo días en las que si podía andar con normalidad con varias personas que así lo atestiguaban a lo que Monique y el médico que la trató se defendieron aduciendo que debido a estar tanto tiempo en la silla de ruedas se la había olvidado caminar y cuando la parálisis se atenuaba tenía capacidad para ello siendo una especie de problema psicologíco lo que la impedía recuperarse. Posteriormente ella misma dijo que volvía a tener dificultades para andar, lo que explicaría su baja con el Rabobank. Tras varios meses de rehabilitación a finales del 2012 podía volver a correr con normalidad.
Después dicha polémica la revista especializada VeloNation se puso en contacto con su exequipo y el jefe de prensa declaró que: "Contratamos a Monique como una ciclista, y no como un ex atleta paralímpica". Lo que indicaría que en el equipo no sentó muy bien su recaída.

## Equipos
- Rabobank Women Cycling Team (2012)[8]